# Sam Bankman-Fried
Samuel Benjamin Bankman-Fried, född 5 mars 1992, även känd som SBF, är en amerikansk entreprenör som dömdes för bedrägeri och relaterade brott i november 2023. Bankman-Fried grundade kryptovalutabörsen FTX och hyllades som en av de främsta personligheterna inom kryptovalutor. Vid sitt högsta nettovärde rankades han som den 41:a rikaste amerikanen i Forbes 400.
Bankman-Fried gömde betydande problem på FTX, och i november 2022, när bevis på att företaget begick systematiskt bedrägeri började dyka upp, drog insättare snabbt tillbaka sina tillgångar, vilket tvingade företaget i konkurs. Den 12 december 2022 greps Bankman-Fried på Bahamas, varefter han utlämnades till USA, där han åtalades för sju brott, inklusive investeringsbedrägeri, penningtvätt och brott mot lagar om finansiering av politiska kampanjer.
I fallet United States v. Bankman-Fried dömdes han för sju fall av bedrägeri, konspiration och penningtvätt. Den 28 mars 2024 dömdes han till 25 års fängelse och beordrades att betala 11 miljarder dollar.